# Interlands Malagassisch voetbalelftal 2010-2019
Deze pagina toont een chronologisch en gedetailleerd overzicht van de interlands die het Malagassisch voetbalelftal speelde in de periode 2010 – 2019.

## Interlands

### 2010
|                                    |            |               |         |  |
| 20 augustus Vriendschappelijk № ?? | Madagaskar | 0 – 0 (0 – 0) | Mayotte |  |
| 20 augustus Vriendschappelijk № ?? |            |               |         |  |

|                                                       |              |               |         |                                 |
| 29 augustus Vriendschappelijk № ?? «onderlinge duels» | Madagaskar   | 1 – 0 (1 – 0) | Comoren | Rabemananjarastadion, Mahajanga |
| 29 augustus Vriendschappelijk № ?? «onderlinge duels» | Hassan 45+3' |               |         | Rabemananjarastadion, Mahajanga |

|                                                                  |                           |               |            |                                                                            |
| 5 september Kwalificatie Afrika Cup 2012 № ?? «onderlinge duels» | Nigeria                   | 2 – 0 (2 – 0) | Madagaskar | UJ Esuenestadion, Calabar Toeschouwers: 15.000 Scheidsrechter: Slim Jedidi |
| 5 september Kwalificatie Afrika Cup 2012 № ?? «onderlinge duels» | Martins 19' Eneramo 45+1' |               |            | UJ Esuenestadion, Calabar Toeschouwers: 15.000 Scheidsrechter: Slim Jedidi |

|                                                                 |            |               |          |                                                                                     |
| 10 oktober Kwalificatie Afrika Cup 2012 № ?? «onderlinge duels» | Madagaskar | 0 – 1 (0 – 0) | Ethiopië | Mahamasina Stadion, Antananarivo Toeschouwers: 20.000 Scheidsrechter: Ngosi Kalyoto |
| 10 oktober Kwalificatie Afrika Cup 2012 № ?? «onderlinge duels» |            | 62' Lemessa   |          | Mahamasina Stadion, Antananarivo Toeschouwers: 20.000 Scheidsrechter: Ngosi Kalyoto |

### 2011
|                                                               |                   |               |         |                                                       |
| 26 maart Kwalificatie Afrika Cup 2012 № ?? «onderlinge duels» | Madagaskar        | 1 – 1 (1 – 0) | Guinee  | Mahamasina Stadion, Antananarivo Toeschouwers: 25.000 |
| 26 maart Kwalificatie Afrika Cup 2012 № ?? «onderlinge duels» | Rajoarimanana 17' |               | 80' Bah | Mahamasina Stadion, Antananarivo Toeschouwers: 25.000 |

|                                                             |                                               |               |            |                             |
| 5 juni Kwalificatie Afrika Cup 2012 № ?? «onderlinge duels» | Guinee                                        | 4 – 1 (2 – 1) | Madagaskar | Stade 28 Septembre, Conakry |
| 5 juni Kwalificatie Afrika Cup 2012 № ?? «onderlinge duels» | Kalabane 6' Bangoura 17' Diallo 60' Baldé 62' |               | 24' Faed   | Stade 28 Septembre, Conakry |

|                                                   |      |       |            |                       |
| 17 juli Vriendschappelijk № ?? «onderlinge duels» | Iran | 1 – 0 | Madagaskar | Azadistadion, Teheran |
| 17 juli Vriendschappelijk № ?? «onderlinge duels» |      |       |            | Azadistadion, Teheran |

|                                           |                   |               |              |                                                                             |
| 4 augustus Indian Ocean Island Games № ?? | Madagaskar        | 1 – 1 (1 – 1) | Mayotte      | Stade d'Amitié, Praslin Toeschouwers: 1.800 Scheidsrechter: Bernard Camille |
| 4 augustus Indian Ocean Island Games № ?? | Rajoarimanana 36' |               | 42' Soihirin | Stade d'Amitié, Praslin Toeschouwers: 1.800 Scheidsrechter: Bernard Camille |

|                                           |                      |               |                   |                                                                                        |
| 6 augustus Indian Ocean Island Games № ?? | Réunion              | 2 – 1 (0 – 1) | Madagaskar        | Stade Linité, Roche Caiman Toeschouwers: 1.000 Scheidsrechter: Rajindraparsad Seechurn |
| 6 augustus Indian Ocean Island Games № ?? | Diallo 50' Farro 81' |               | 22' Rajoarimanana | Stade Linité, Roche Caiman Toeschouwers: 1.000 Scheidsrechter: Rajindraparsad Seechurn |

|                                                                  |            |                     |         |                                                       |
| 4 september Kwalificatie Afrika Cup 2012 № ?? «onderlinge duels» | Madagaskar | 0 – 2 (0 – 2)       | Nigeria | Mahamasina Stadion, Antananarivo Toeschouwers: 15.000 |
| 4 september Kwalificatie Afrika Cup 2012 № ?? «onderlinge duels» |            | 24' Yobo 24' Obinna |         | Mahamasina Stadion, Antananarivo Toeschouwers: 15.000 |

|                                                                |                                            |               |                                             |                                 |
| 8 oktober Kwalificatie Afrika Cup 2012 № ?? «onderlinge duels» | Ethiopië                                   | 4 – 2 (1 – 1) | Madagaskar                                  | Addis Ababastadion, Addis Abeba |
| 8 oktober Kwalificatie Afrika Cup 2012 № ?? «onderlinge duels» | Oukri 31' Girma 56' Lemessa 59' Bekele 73' |               | 3' Razafimandimby 57' Lalaina Nomenjanahary | Addis Ababastadion, Addis Abeba |

|                                                          |                                 |               |            |                                                                                         |
| 11 november Kwalificatie WK 2014 № ?? «onderlinge duels» | Equatoriaal-Guinea              | 2 – 0 (1 – 0) | Madagaskar | Nuevo Estadio de Malabo, Malabo Toeschouwers: 10.000 Scheidsrechter: Eric Otogo-Castane |
| 11 november Kwalificatie WK 2014 № ?? «onderlinge duels» | Edjogo-Owono 20' (p) Iyanga 74' |               |            | Nuevo Estadio de Malabo, Malabo Toeschouwers: 10.000 Scheidsrechter: Eric Otogo-Castane |

|                                                          |                                    |               |                    |                                                                                       |
| 15 november Kwalificatie WK 2014 № ?? «onderlinge duels» | Madagaskar                         | 2 – 1 (0 – 1) | Equatoriaal-Guinea | Mahamasina Stadion, Antananarivo Toeschouwers: 5.000 Scheidsrechter: Parmendra Nunkoo |
| 15 november Kwalificatie WK 2014 № ?? «onderlinge duels» | Rajoarimanana 54' Ramanamahefa 90' |               | 24' Ellong         | Mahamasina Stadion, Antananarivo Toeschouwers: 5.000 Scheidsrechter: Parmendra Nunkoo |

### 2012
|                                                                 |            |                                                 |            |                                                                |
| 29 januari Kwalificatie Afrika Cup 2013 № ?? «onderlinge duels» | Madagaskar | 0 – 4 (0 – 2)                                   | Kaapverdië | Mahamasina Stadion, Antananarivo Scheidsrechter: Janny Sikazwe |
| 29 januari Kwalificatie Afrika Cup 2013 № ?? «onderlinge duels» |            | 11' Mendes 38' Dady 77' F. Varela 82' T. Varela |            | Mahamasina Stadion, Antananarivo Scheidsrechter: Janny Sikazwe |

|                                                              |                                |               |            |                                                          |
| 16 juni Kwalificatie Afrika Cup 2013 № ?? «onderlinge duels» | Kaapverdië                     | 3 – 1 (1 – 0) | Madagaskar | Estádio da Várzea, Praia Scheidsrechter: Boureima Attama |
| 16 juni Kwalificatie Afrika Cup 2013 № ?? «onderlinge duels» | Ryan Mendes 9' 81' Djaniny 55' |               | 83' Voavy  | Estádio da Várzea, Praia Scheidsrechter: Boureima Attama |

### 2014
|                                                             |                                        |               |                     |                                                              |
| 18 mei Kwalificatie Afrika Cup 2015 № ?? «onderlinge duels» | Madagaskar                             | 2 – 1 (2 – 0) | Oeganda             | Rabemananjarastadion, Mahajanga Scheidsrechter: Victor Gomes |
| 18 mei Kwalificatie Afrika Cup 2015 № ?? «onderlinge duels» | Andriatsima 9' (p) Andriamatsinoro 24' |               | 90' (p) Hamis Kiiza | Rabemananjarastadion, Mahajanga Scheidsrechter: Victor Gomes |

|                                                             |           |               |            |                                                                |
| 31 mei Kwalificatie Afrika Cup 2015 № ?? «onderlinge duels» | Oeganda   | 1 – 0 (1 – 0) | Madagaskar | Mandelastadion, Kampala Scheidsrechter: Mohamed Farouk Mahmoud |
| 31 mei Kwalificatie Afrika Cup 2015 № ?? «onderlinge duels» | Massa 12' |               |            | Mandelastadion, Kampala Scheidsrechter: Mohamed Farouk Mahmoud |

### 2015
|                                                |          |       |                             |                                   |
| 18 mei COSAFA Cup 2015 № ?? «onderlinge duels» | Lesotho  | 1 – 2 | Madagaskar                  | Royal Bafokengstadion, Rustenburg |
| 18 mei COSAFA Cup 2015 № ?? «onderlinge duels» | Tale 26' |       | 45' Vombola 85' Lantonirina | Royal Bafokengstadion, Rustenburg |

|                                                |                                         |       |          |                                   |
| 20 mei COSAFA Cup 2015 № ?? «onderlinge duels» | Madagaskar                              | 2 – 0 | Tanzania | Royal Bafokengstadion, Rustenburg |
| 20 mei COSAFA Cup 2015 № ?? «onderlinge duels» | Rakotoharimalala 14' Randriamanjaka 44' |       |          | Royal Bafokengstadion, Rustenburg |

|                                                |                         |       |              |                                   |
| 22 mei COSAFA Cup 2015 № ?? «onderlinge duels» | Madagaskar              | 1 – 1 | Swaziland    | Royal Bafokengstadion, Rustenburg |
| 22 mei COSAFA Cup 2015 № ?? «onderlinge duels» | Randriamanjaka 7' (pen) |       | 79' Ndzinisa | Royal Bafokengstadion, Rustenburg |

|                                                |             |       |                                |                                   |
| 25 mei COSAFA Cup 2015 № ?? «onderlinge duels» | Ghana       | 1 – 2 | Madagaskar                     | Royal Bafokengstadion, Rustenburg |
| 25 mei COSAFA Cup 2015 № ?? «onderlinge duels» | Darkwah 37' |       | 28' Randriamanjaka 90' Simouri | Royal Bafokengstadion, Rustenburg |

|                                                |                  |       |                                 |                             |
| 28 mei COSAFA Cup 2015 № ?? «onderlinge duels» | Madagaskar       | 2 – 3 | Namibië                         | Morulengstadion, Saulspoort |
| 28 mei COSAFA Cup 2015 № ?? «onderlinge duels» | Vombola 22', 27' |       | 18', 32' Shilongo 84' Shalulile | Morulengstadion, Saulspoort |

|                                                |                  |       |          |                             |
| 30 mei COSAFA Cup 2015 № ?? «onderlinge duels» | Madagaskar       | 2 – 1 | Botswana | Morulengstadion, Saulspoort |
| 30 mei COSAFA Cup 2015 № ?? «onderlinge duels» | Vombola 16', 18' |       | 84' Boy  | Morulengstadion, Saulspoort |

|                                                                |                                           |       |             |                                                                     |
| 14 juni Kwalificatie AK 2017 № ?? «onderlinge duels» 15:30 uur | Congo-Kinshasa                            | 2 – 1 | Madagaskar  | Stade Tata-Raphaël, Kinshasa Scheidsrechter: Beranger Woungui (GAB) |
| 14 juni Kwalificatie AK 2017 № ?? «onderlinge duels» 15:30 uur | Firmin Ndombe Mubele 58' Joël Kimwaki 73' |       | 76' Vombola | Stade Tata-Raphaël, Kinshasa Scheidsrechter: Beranger Woungui (GAB) |

|                                                   |            |       |            |  |
| 31 juli Vriendschappelijk № ?? «onderlinge duels» | Seychellen | 3 – 0 | Madagaskar |  |
| 31 juli Vriendschappelijk № ?? «onderlinge duels» |            |       |            |  |

|                                                      |           |                                                                                    |            |                                                                          |
| 4 augustus Vriendschappelijk № ?? «onderlinge duels» | Malediven | 0 – 4                                                                              | Madagaskar | Stade Baby-Larivière, Saint-André Scheidsrechter: Heeralall Imtehaz (MRI |
| 4 augustus Vriendschappelijk № ?? «onderlinge duels» |           | 44' Jimmy Simouri 47' Jimmy Simouri 70' Njiva Rakotoharimalala 90' Jeannot Vombola |            | Stade Baby-Larivière, Saint-André Scheidsrechter: Heeralall Imtehaz (MRI |

|                                                          |            |       |        |                                                                         |
| 6 september Kwalificatie AK 2017 № ?? «onderlinge duels» | Madagaskar | 0 – 0 | Angola | Mahamasinastadion, Antananarivo Scheidsrechter: José Maria Rachide (MOZ |
| 6 september Kwalificatie AK 2017 № ?? «onderlinge duels» |            |       |        | Mahamasinastadion, Antananarivo Scheidsrechter: José Maria Rachide (MOZ |

|                                                                      |                               |                                                                      |            |                                                                                       |
| 10 oktober Kwalificatie WK 2018 Eerste ronde № ?? «onderlinge duels» | Centraal-Afrikaanse Republiek | 0 – 3                                                                | Madagaskar | Mahamasinastadion, Antananarivo Toeschouwers: 20.000 Scheidsrechter: Jean Ndala (COD) |
| 10 oktober Kwalificatie WK 2018 Eerste ronde № ?? «onderlinge duels» |                               | 26' Falimery Ramanamahefa 39' Njiva Rakotoharimalala 66' Johann Paul |            | Mahamasinastadion, Antananarivo Toeschouwers: 20.000 Scheidsrechter: Jean Ndala (COD) |

|                                                                      |                                                              |       |                                    |                                                                                           |
| 13 oktober Kwalificatie WK 2018 Eerste ronde № ?? «onderlinge duels» | Madagaskar                                                   | 2 – 2 | Centraal-Afrikaanse Republiek      | Mahamasinastadion, Antananarivo Toeschouwers: 20.000 Scheidsrechter: Daniel Bennett (RSA) |
| 13 oktober Kwalificatie WK 2018 Eerste ronde № ?? «onderlinge duels» | Falimery Ramanamahefa 18' Anicet Andrianantenaina 37' (pen.) |       | 7' Eudes Dagoulou 45' Demba Malick | Mahamasinastadion, Antananarivo Toeschouwers: 20.000 Scheidsrechter: Daniel Bennett (RSA) |

|                                                                       |                                                   |       |                               |                                                                                           |
| 13 november Kwalificatie WK 2018 Tweede ronde № ?? «onderlinge duels» | Madagaskar                                        | 2 – 2 | Senegal                       | Mahamasinastadion, Antananarivo Toeschouwers: 24.000 Scheidsrechter: Hudu Munyemana (RWA) |
| 13 november Kwalificatie WK 2018 Tweede ronde № ?? «onderlinge duels» | Faneva Andriatsima 27' Njiva Rakotoharimalala 59' |       | 70' Mame Diouf 82' Sadio Mané | Mahamasinastadion, Antananarivo Toeschouwers: 24.000 Scheidsrechter: Hudu Munyemana (RWA) |

|                                                                       |                                                       |       |            |                                                                                            |
| 17 november Kwalificatie WK 2018 Tweede ronde № ?? «onderlinge duels» | Senegal                                               | 3 – 0 | Madagaskar | Stade Léopold Sédar Senghor, Dakar Toeschouwers: 35.000 Scheidsrechter: Joshua Bondo (BOT) |
| 17 november Kwalificatie WK 2018 Tweede ronde № ?? «onderlinge duels» | Cheikhou Kouyaté 19' Moussa Konaté 54' Mame Diouf 82' |       |            | Stade Léopold Sédar Senghor, Dakar Toeschouwers: 35.000 Scheidsrechter: Joshua Bondo (BOT) |

### 2016
|                                                               |                             |       |                               |                                                                       |
| 24 maart Kwalificatie AK 2017 Groep B № ?? «onderlinge duels» | Madagaskar                  | 1 – 1 | Centraal-Afrikaanse Republiek | Stade Rabemanajara, Mahajanga Scheidsrechter: Mbongseni Fakudze (SWZ) |
| 24 maart Kwalificatie AK 2017 Groep B № ?? «onderlinge duels» | Carolus Andriamatsinoro 80' |       | 86' Limane Moussa             | Stade Rabemanajara, Mahajanga Scheidsrechter: Mbongseni Fakudze (SWZ) |

|                                                               |                                   |       |                        |                                                                        |
| 28 maart Kwalificatie AK 2017 Groep B № ?? «onderlinge duels» | Centraal-Afrikaanse Republiek     | 2 – 1 | Madagaskar             | Barthelemy Bogandastadion, Bangui Scheidsrechter: Ferdinand Udoh (NGR) |
| 28 maart Kwalificatie AK 2017 Groep B № ?? «onderlinge duels» | Salif Kéïta 53' Limane Moussa 65' |       | 35' Faneva Andriatsima | Barthelemy Bogandastadion, Bangui Scheidsrechter: Ferdinand Udoh (NGR) |

|                                                             |                           |       | |                                                                   |
| 5 juni Kwalificatie AK 2017 Groep B № ?? «onderlinge duels» | Madagaskar                | 1 – 6 | Congo-Kinshasa                                                                                           | Stade Rabemanajara, Mahajanga Scheidsrechter: Davies Omweno (KEN) |
| 5 juni Kwalificatie AK 2017 Groep B № ?? «onderlinge duels» | Fabrice Rakotondraibe 87' |       | 2' Cédric Bakambu 20' Paul Mpoku 42' Yannick Bolasie 65' Paul Mpoku 82' Cédric Bakambu 90' Jordan Botaka | Stade Rabemanajara, Mahajanga Scheidsrechter: Davies Omweno (KEN) |

|                                                         |            |                        |            |                                                                |
| 11 juni COSAFA Cup 2016 Groep A № ?? «onderlinge duels» | Seychellen | 0 – 1                  | Madagaskar | Sam Nujomastadion, Windhoek Scheidsrechter: Joshua Bondo (BOT) |
| 11 juni COSAFA Cup 2016 Groep A № ?? «onderlinge duels» |            | 21' Claudel Fanomezana |            | Sam Nujomastadion, Windhoek Scheidsrechter: Joshua Bondo (BOT) |

|                                                         |            |       |          |                                                                  |
| 13 juni COSAFA Cup 2016 Groep A № ?? «onderlinge duels» | Madagaskar | 0 – 0 | Zimbabwe | Sam Nujomastadion, Windhoek Scheidsrechter: Jackson Pavaza (NAM) |
| 13 juni COSAFA Cup 2016 Groep A № ?? «onderlinge duels» |            |       |          | Sam Nujomastadion, Windhoek Scheidsrechter: Jackson Pavaza (NAM) |

|                                                         |                      |       |            |                                                                        |
| 15 juni COSAFA Cup 2016 Groep A № ?? «onderlinge duels» | Swaziland            | 1 – 0 | Madagaskar | Onafhankelijkheidsstadion, Windhoek Scheidsrechter: Victor Gomes (RSA) |
| 15 juni COSAFA Cup 2016 Groep A № ?? «onderlinge duels» | Felix Badenhorst 72' |       |            | Onafhankelijkheidsstadion, Windhoek Scheidsrechter: Victor Gomes (RSA) |

|                                                                  |            |       |                             |                                                                    |
| 3 september Kwalificatie AK 2017 Groep B № ?? «onderlinge duels» | Angola     | 1 – 1 | Madagaskar                  | Estadio 11 de Novembro, Luanda Scheidsrechter: Janny Sikazwe (ZAM) |
| 3 september Kwalificatie AK 2017 Groep B № ?? «onderlinge duels» | Gelson 55' |       | 17' Pascal Razakanantenaina | Estadio 11 de Novembro, Luanda Scheidsrechter: Janny Sikazwe (ZAM) |

### 2017
|                                                                        |                      |                         |            |                                                                                           |
| 22 maart Kwalificatie AK 2019 Voorronde № «onderlinge duels» 15:30 uur | Sao Tomé en Principe | 0 – 1                   | Madagaskar | Estádio Nacional 12 de Julho, São Tomé Scheidsrechter: Gauthier Marc Mihindou Mbina (GAB) |
| 22 maart Kwalificatie AK 2019 Voorronde № «onderlinge duels» 15:30 uur |                      | 68' (e.d.) Jordão Diogo |            | Estádio Nacional 12 de Julho, São Tomé Scheidsrechter: Gauthier Marc Mihindou Mbina (GAB) |

|                                                                        |                                                              |       |                                |                                                                                      |
| 26 maart Kwalificatie AK 2019 Voorronde № «onderlinge duels» 14:30 uur | Madagaskar                                                   | 3 – 2 | Sao Tomé en Principe           | Estádio Nacional 12 de Julho, São Tomé Scheidsrechter: Ahmad Imtehaz Heeralall (MRI) |
| 26 maart Kwalificatie AK 2019 Voorronde № «onderlinge duels» 14:30 uur | Paulin Voavy 1' Paulin Voavy 17' Carolus Andriamatsinoro 81' |       | 28' Harramiz 84' José da Silva | Estádio Nacional 12 de Julho, São Tomé Scheidsrechter: Ahmad Imtehaz Heeralall (MRI) |

|                                                                    |                    |       |                                                                                          |                                                                 |
| 9 juni Kwalificatie AK 2019 Groep A № «onderlinge duels» 22:00 uur | Soedan             | 1 – 3 | Madagaskar                                                                               | Al-Ubayyidstadion, Al-Ubayyid Scheidsrechter: Sadok Selmi (TUN) |
| 9 juni Kwalificatie AK 2019 Groep A № «onderlinge duels» 22:00 uur | Athar El Tahir 72' |       | 15' Faneva Ima Andriatsima 62' (pen.) Carolus Andriamatsinoro 83' Faneva Ima Andriatsima | Al-Ubayyidstadion, Al-Ubayyid Scheidsrechter: Sadok Selmi (TUN) |

|                                                                |                                                    |       |            |                                                                |
| 26 juni COSAFA Cup 2017 Groep B № «onderlinge duels» 19:30 uur | Madagaskar                                         | 2 – 0 | Seychellen | Morulengstadion, Saulspoort Scheidsrechter: Wisdom Chewe (ZAM) |
| 26 juni COSAFA Cup 2017 Groep B № «onderlinge duels» 19:30 uur | Ardino Raveloarisona 45+1' Rinjala Raherinaivo 75' |       |            | Morulengstadion, Saulspoort Scheidsrechter: Wisdom Chewe (ZAM) |

|                                                                |          |       |            |                                                                |
| 28 juni COSAFA Cup 2017 Groep B № «onderlinge duels» 17:00 uur | Zimbabwe | 0 – 0 | Madagaskar | Morulengstadion, Saulspoort Scheidsrechter: Joshua Bondo (BOT) |
| 28 juni COSAFA Cup 2017 Groep B № «onderlinge duels» 17:00 uur |          |       |            | Morulengstadion, Saulspoort Scheidsrechter: Joshua Bondo (BOT) |

|                                                                |             |       |                                                   |                                                                |
| 30 juni COSAFA Cup 2017 Groep B № «onderlinge duels» 17:00 uur | Mozambique  | 1 – 4 | Madagaskar                                        | Morulengstadion, Saulspoort Scheidsrechter: Victor Gomes (RSA) |
| 30 juni COSAFA Cup 2017 Groep B № «onderlinge duels» 17:00 uur | Arnaldo 30' |       | 8' Bela 34' Bila 54' Bela 79' Rinjala Raherinaivo | Morulengstadion, Saulspoort Scheidsrechter: Victor Gomes (RSA) |

|                                                               |                                                       |       |                                 |                                                                   |
| 16 juli Kwalificatie CHAN 2018 № «onderlinge duels» 14:30 uur | Madagaskar                                            | 2 – 2 | Mozambique                      | Mahamasinastadion, Antananarivo Scheidsrechter: Ali Adelaïd (COM) |
| 16 juli Kwalificatie CHAN 2018 № «onderlinge duels» 14:30 uur | Njiva Rakotoharimalala 45' Njiva Rakotoharimalala 51' |       | 5' Salomão Mondlane 57' Maninho | Mahamasinastadion, Antananarivo Scheidsrechter: Ali Adelaïd (COM) |

|                                                               |            |                                                |            |                                                                   |
| 23 juli Kwalificatie CHAN 2018 № «onderlinge duels» 15:00 uur | Mozambique | 0 – 2                                          | Madagaskar | Estádio do Zimpeto, Maputo Scheidsrechter: Tirelo Mositwane (BOT) |
| 23 juli Kwalificatie CHAN 2018 № «onderlinge duels» 15:00 uur |            | 61' Tojo Fanomezana 90' Njiva Rakotoharimalala |            | Estádio do Zimpeto, Maputo Scheidsrechter: Tirelo Mositwane (BOT) |

|                                                                   |            |       |        |                                                                               |
| 13 augustus Kwalificatie CHAN 2018 № «onderlinge duels» 14:30 uur | Madagaskar | 0 – 0 | Angola | Mahamasinastadion, Antananarivo Scheidsrechter: Ahmad Imtehaz Heeralall (MRI) |
| 13 augustus Kwalificatie CHAN 2018 № «onderlinge duels» 14:30 uur |            |       |        | Mahamasinastadion, Antananarivo Scheidsrechter: Ahmad Imtehaz Heeralall (MRI) |

|                                                                   |                     |       |            |                                                                            |
| 19 augustus Kwalificatie CHAN 2018 № «onderlinge duels» 16:30 uur | Angola              | 1 – 0 | Madagaskar | Estádio 11 de Novembro, Luanda Scheidsrechter: Bamlak Tessema Weyesa (ETH) |
| 19 augustus Kwalificatie CHAN 2018 № «onderlinge duels» 16:30 uur | Dani Massunguna 68' |       |            | Estádio 11 de Novembro, Luanda Scheidsrechter: Bamlak Tessema Weyesa (ETH) |

|                                                              |                         |       |                            | |
| 11 november Vriendschappelijk № «onderlinge duels» 16:00 uur | Comoren                 | 1 – 1 | Madagaskar                 | Stade Municipale, Saint-Leu-la-Forêt Toeschouwers: 2.500 Scheidsrechter: Laurent Kopriwa (Luxemburg) |
| 11 november Vriendschappelijk № «onderlinge duels» 16:00 uur | Youssouf M'Changama 54' |       | 6' Pascal Razakanantenaina | Stade Municipale, Saint-Leu-la-Forêt Toeschouwers: 2.500 Scheidsrechter: Laurent Kopriwa (Luxemburg) |

### 2018
|                                                           |      |       |            |                                                                                              |
| 21 maart Vriendschappelijk № «onderlinge duels» 18:00 uur | Togo | 0 – 0 | Madagaskar | Stade Municipale, Saint-Leu-la-Forêt Toeschouwers: 400 Scheidsrechter: Bastien Dechepy (FRA) |
| 21 maart Vriendschappelijk № «onderlinge duels» 18:00 uur |      |       |            | Stade Municipale, Saint-Leu-la-Forêt Toeschouwers: 400 Scheidsrechter: Bastien Dechepy (FRA) |

|                                                           |            |                   |        | |
| 24 maart Vriendschappelijk № «onderlinge duels» 18:00 uur | Madagaskar | 0 – 1             | Kosovo | Stade Municipal Jean Rolland, Franconville Toeschouwers: 2.500 Scheidsrechter: William Lavis (FRA) |
| 24 maart Vriendschappelijk № «onderlinge duels» 18:00 uur |            | 47' Edon Zhegrova |        | Stade Municipal Jean Rolland, Franconville Toeschouwers: 2.500 Scheidsrechter: William Lavis (FRA) |

|                                                               |                                                         |       |                     |                                                                                          |
| 27 mei COSAFA Cup 2018 Groep A № «onderlinge duels» 14:00 uur | Madagaskar                                              | 2 – 1 | Mozambique          | Peter Mokabastadion, Pietersburg Toeschouwers: 250 Scheidsrechter: Bernard Camille (SEY) |
| 27 mei COSAFA Cup 2018 Groep A № «onderlinge duels» 14:00 uur | Andriamirado Andrianarimanana 7' Toky Andriamanjato 62' |       | 53' Luís Miquissone | Peter Mokabastadion, Pietersburg Toeschouwers: 250 Scheidsrechter: Bernard Camille (SEY) |

|                                                               |                   |       |                       |                                                                     |
| 29 mei COSAFA Cup 2018 Groep A № «onderlinge duels» 19:00 uur | Seychellen        | 1 – 1 | Madagaskar            | Seshegostadion, Pietersburg Scheidsrechter: Thando Ndzandzeka (RSA) |
| 29 mei COSAFA Cup 2018 Groep A № «onderlinge duels» 19:00 uur | Warren Mellie 35' |       | 24' Bourahim Jaotombo | Seshegostadion, Pietersburg Scheidsrechter: Thando Ndzandzeka (RSA) |

|                                                               |                         |       |         |                                                                         |
| 31 mei COSAFA Cup 2018 Groep A № «onderlinge duels» 17:30 uur | Madagaskar              | 1 – 0 | Comoren | Peter Mokabastadion, Pietersburg Scheidsrechter: Tirelo Mositwane (BOT) |
| 31 mei COSAFA Cup 2018 Groep A № «onderlinge duels» 17:30 uur | Bourahim Jaotombo 45+1' |       |         | Peter Mokabastadion, Pietersburg Scheidsrechter: Tirelo Mositwane (BOT) |

|                                                                   |                                                                     |              | |                                                                        |
| 3 juni COSAFA Cup 2018 Kwartfinale № «onderlinge duels» 15:00 uur | Zuid-Afrika                                                         | 0 – 0 (n.v.) | Madagaskar | Peter Mokabastadion, Pietersburg Scheidsrechter: Ahmad Heeralall (MRI) |
| 3 juni COSAFA Cup 2018 Kwartfinale № «onderlinge duels» 15:00 uur |                                                                     |              | | Peter Mokabastadion, Pietersburg Scheidsrechter: Ahmad Heeralall (MRI) |
| 3 juni COSAFA Cup 2018 Kwartfinale № «onderlinge duels» 15:00 uur | Strafschoppen                                                       |              | | Peter Mokabastadion, Pietersburg Scheidsrechter: Ahmad Heeralall (MRI) |
| 3 juni COSAFA Cup 2018 Kwartfinale № «onderlinge duels» 15:00 uur | Motjeka Madisha Lyle Foster Aubrey Modiba Jamie Webber Luther Singh | 3 – 4        | Michael Rabeson Andoniaina Rakotondrazaka Romario Baggio Rakotoarisoa Arohasina Andrianarimanana Tobisoa Njakanirina | Peter Mokabastadion, Pietersburg Scheidsrechter: Ahmad Heeralall (MRI) |

|                                                                    |                      |       |            |                                                                                         |
| 6 juni COSAFA Cup 2018 Halve finale № «onderlinge duels» 17:00 uur | Zambia               | 1 – 0 | Madagaskar | Peter Mokabastadion, Pietersburg Toeschouwers: 450 Scheidsrechter: Jackson Pavaza (NAM) |
| 6 juni COSAFA Cup 2018 Halve finale № «onderlinge duels» 17:00 uur | Lazarous Kambole 39' |       |            | Peter Mokabastadion, Pietersburg Toeschouwers: 450 Scheidsrechter: Jackson Pavaza (NAM) |

|                                                                    |            |                   |         |                                                                      |
| 8 juni COSAFA Cup 2018 Troostfinale № «onderlinge duels» 19:30 uur | Madagaskar | 0 – 1             | Lesotho | Peter Mokabastadion, Pietersburg Scheidsrechter: Celso Alvação (MOZ) |
| 8 juni COSAFA Cup 2018 Troostfinale № «onderlinge duels» 19:30 uur |            | 10' Masoabi Nkoto |         | Peter Mokabastadion, Pietersburg Scheidsrechter: Celso Alvação (MOZ) |

FMF · A-internationals · Malagassisch vrouwenelftal
1960 – 1969 ·
1970 – 1979 ·
1980 – 1989 ·
1990 – 1999 ·
2000 – 2009 ·
2010 – 2019 ·
2020 − 2029
1963 ·
1964 ·
1965 ·
1966 · 
1967 ·
1968 ·
1969 · 
1970 · 
1971 · 
1972 ·
1973 · 
1974 ·
1975 ·
1976 ·
1977 ·
1978 · 
1979 ·
1980 · 
1981 · 
1982 ·
1983 · 
1984 ·
1985 · 
1986 ·
1987 ·
1988 ·
1989 ·
1990 ·
1991 ·
1992 ·
1993 ·
1994 · 
1995 ·
1996 ·
1997 ·
1998 ·
1999 · 
2000 · 
2001 · 
2002 · 
2003 · 
2004 · 
2005 · 
2006 · 
2007 · 
2008 · 
2009 · 
2010 · 
2011 · 
2012 · 
2013 ·
2014 ·
2015 ·
2016 ·
2017 ·
2018 ·
2019 ·
2020 ·
2021 ·
2022 ·
2023 ·
2024
Algerije ·
Angola ·
Benin ·
Botswana ·
Burkina Faso ·
Burundi ·
Centraal-Afrikaanse Republiek ·
Comoren ·
Congo-Brazzaville ·
Congo-Kinshasa ·
Egypte ·
Equatoriaal-Guinea ·
Ethiopië ·
Gabon ·
Gambia ·
Ghana ·
Guinee ·
Iran ·
Ivoorkust ·
Kaapverdië ·
Kameroen ·
Kenia ·
Kosovo ·
Lesotho ·
Liberia ·
Luxemburg ·
Malawi · 
Mali · 
Mauritanië ·
Mauritius · 
Mozambique · 
Namibië · 
Niger ·
Nigeria · 
Oeganda · 
Rwanda ·
Sao Tomé en Principe ·
Senegal ·
Seychellen · 
Soedan ·
Swaziland · 
Tanzania · 
Togo · 
Tsjaad ·
Tunesië · 
Zambia · 
Zimbabwe · 
Zuid-Afrika
AFC-zone: Afghanistan · Australië · Bahrein · Bangladesh · Bhutan · Brunei · Cambodja · China · Chinees Taipei · Filipijnen · Guam · Hongkong · India · Indonesië · Iran · Irak · Japan · Jemen · Jordanië · Koeweit · Kirgizië · Laos · Libanon · Macau · Maleisië · Maldiven · Mongolië · Myanmar · Nepal · Noord-Korea · Oezbekistan · Oman · Oost-Timor · Pakistan · Palestina · Qatar · Saoedi-Arabië · Singapore · Sri Lanka · Syrië · Tadjikistan · Thailand · Turkmenistan · Verenigde Arabische Emiraten · Vietnam · Zuid-Korea

CAF-zone: Algerije · Angola · Benin · Botswana · Burkina Faso · Burundi · Centraal-Afrikaanse Republiek · Comoren · Congo-Brazzaville · Congo-Kinshasa · Djibouti · Egypte · Equatoriaal-Guinea · Eritrea · Ethiopië · Gabon · Gambia · Ghana · Guinee · Guinee-Bissau · Ivoorkust · Kaapverdië · Kameroen · Kenia · Lesotho · Liberia · Libië · Madagaskar · Malawi · Mali · Mauritanië · Mauritius · Marokko · Mozambique · Namibië · Niger · Nigeria · Oeganda · Rwanda · Sao Tomé en Principe · Senegal · Seychellen · Sierra Leone · Soedan · Somalië · Swaziland · Tanzania · Togo · Tsjaad · Tunesië · Zambia · Zimbabwe · Zuid-Afrika · Zuid-Soedan 

CONCACAF-zone: Amerikaanse Maagdeneilanden · Anguilla · Antigua en Barbuda · Aruba · Bahama's · Barbados · Belize · Bermuda · Britse Maagdeneilanden · Canada · Kaaimaneilanden · Costa Rica · Cuba · Curaçao · Dominica · Dominicaanse Republiek · El Salvador · Frans Guyana · Grenada · Guadeloupe · Guatemala · Guyana · Haïti · Honduras · Jamaica · Martinique · Mexico · Montserrat · 
Nicaragua · Panama · Puerto Rico · Saint Kitts en Nevis · Saint Lucia · Saint Vincent en de Grenadines · Sint Maarten · Suriname · Trinidad en Tobago · Turks- en Caicoseilanden · Verenigde Staten

CONMEBOL-zone: Argentinië · Bolivia · Brazilië · Chili · Colombia · Ecuador · Paraguay · Peru · Uruguay · Venezuela

OFC-zone: Amerikaans-Samoa · Cookeilanden · Fiji · Nieuw-Caledonië · Nieuw-Zeeland · Papoea-Nieuw-Guinea · Samoa · Salomoneilanden · Tahiti · Tonga · Vanuatu

UEFA-zone: Albanië · Andorra · Armenië · Azerbeidzjan · België · Bosnië en Herzegovina · Bulgarije · Cyprus · Denemarken · Duitsland · Engeland · Estland · Faeröer · Finland · Frankrijk · Georgië · Gibraltar · Griekenland · Hongarije · IJsland · Ierland · Israël · Italië · Kazachstan · Kosovo · Kroatië · Letland · Liechtenstein · Litouwen · Luxemburg · Macedonië · Malta · Moldavië · Montenegro · Nederland · Noord-Ierland · Noorwegen · Oekraïne · Oostenrijk · Polen · Portugal · Roemenië · Rusland · San Marino · Schotland · Servië · Slovenië · Slowakije · Spanje · Tsjechië · Turkije · Wales · Wit-Rusland · Zweden · Zwitserland